# Dragon World
El Dragon World es el mundo ficticio del anime y manga Dragon Ball. Es el lugar donde suceden la mayor parte de las historias. Tomando en cuenta varios Crossovers en las historias se podría asumir que también el mundo de Dr. Slump y Neko Majin Z.

## Características
El mundo mezcla características de ciencia ficción con fantasía, aunque su cronología dicta que transcurren los años 749 al inicio de la serie, se pueden encontrar tanto increíbles adelantos tecnológicos como criaturas humanoides y dinosaurios. Exceptuando su cronología, el calendario tiene las mismas divisiones y longitud que el Calendario Gregoriano. Políticamente se encuentran bajo una monarquía constitucional mundial, la moneda es el Zeni, la cual es mencionada principalmente durante los Tenkaichi Budōkai.

### Geografía y clima
De acuerdo al mapa el Dragon World está compuesto principalmente de un continente con una gran península en el lado oeste, una isla hacia el norte oeste y algunas islas y archipiélagos hacia el sur este. Se encuentra dividido geográficamente en 43 zonas, y existen cinco grandes ciudades conocidas como capitales, de las cuales la Capital del Centro mantiene la sede del Rey y las otras se encuentran dispersadas hacia los cuatro puntos cardinales. Al inicio de la serie Akira Toriyama decidió darle un aire chino al mundo, pero al paso del tiempo se ve diferentes regiones del mundo, desde el gélido norte, el sur del continente con áreas desérticas y las islas con un clima tropical. En algún episodio de Cell en su fase intermedia Latinoamérica ha sido mencionada por un reportero de noticias en la televisión.

### Religión y mitología
La religión y la mitología tienen un importante papel dentro de Dragon Ball. En el universo, los dioses tienen una jerarquía específica. Cada planeta tiene un dios, que es mortal, no es todopoderoso y reside en el mismo planeta. En la tierra, este papel lo tiene Kamisama, un namekiano que llegó al planeta por accidente, pero más tarde es sustituido por otro namekiano llamado Dende. Por encima del dios de cada planeta hay 5 llamados Kaiō, hay uno por cada galaxia y otro que los supervisa, el Dai Kaio. Y por encima de los Kaiō están los Kaiō Shin, Son 5, igual que los Kaiō. En la serie solo el Kaiō Shin del Este aparece vivo, los demás fueron eliminados o absorbidos por Majin Boo. Además a otras religiones del mundo real o elementos de ellas, como por ejemplo los monjes shaolin o la Cruz cristiana.

## Habitantes
Los habitantes nativos del Dragon World se pueden dividir en tres grupos:

### Humanos
Son la mayoría de los habitantes, con la excepción de colores de cabello fuera de lo normal y alguna característica extraña como la falta de nariz de Krilin o superpoderes, los humanos de Dragon Ball son idénticos a sus contra partes reales. Al tener características similares, se pueden crear híbridos entre los saiyajin y los humanos.
Al ser comparados con otros seres del universo de Dragon Ball los humanos son sumamente débiles, se dice que un saiyajin infante podría acabar con la población del planeta. Aun así, pueden existir algunos humanos excepcionales con inteligencia superior, como Bulma y el Dr. Brief, u otros con fuerza superior y habilidad para controlar Ki, lo que los convierte en guerreros excepcionales.

### Animales humanoides
Aunque menos comunes existen animales humanoides con inteligencia y capacidad de hablar como Oolong. Estos se encuentran adaptados a la población son considerados personas normales, aunque al avanzar la serie es menos común ver este tipo de personajes.

### Monstruos humanoides
El menor de los grupos, los monstruos humanoides son seres sobrenaturales que no pertenecen a ninguno de los grupos anteriores como los luchadores de Uranai Baba y el mismo Pilaf. Estos tienen una apariencia casi humana pero con características extrañas, no deben ser confundidos con verdaderos monstruos como Buyon o Giran.